# Silvia Boschero
Silvia Boschero (Roma, 3 gennaio 1972) è una giornalista e conduttrice radiofonica italiana.

## Biografia
Romana di nascita, ma cresciuta a Firenze, ha iniziato la sua carriera di conduttrice radiofonica nel 1995, nell'emittente privata toscana Controradio. Ha poi lavorato per Radio Popolare, dove ha condotto insieme a Marina Petrillo la trasmissione Patchanka.
Nel 2001 è approdata a Radio Rai, dove ha condotto, sulla seconda rete, Il cammello di Radio 2. Dopo alcune collaborazioni con Radio 3, è passata su Radio 1 nel 2004, conducendo Village inizialmente con Gerardo Panno e, in seguito, da sola. Dal 2009 al 2014 ha condotto Moby Dick, ancora su Radio 2. Il ritorno a Radio 1 segna l'avvio della stagione di King Kong (2014-2017). Chiuso l'esperimento con il "bestione musicale", diventa una delle conduttrici della storica trasmissione Stereonotte.
Come giornalista musicale ha collaborato con la rivista Mucchio selvaggio, mentre dal 1995 al 2014 è stata critico musicale de l'Unità. Nel 2004 ha pubblicato per l'editore Arcana Gilberto Gil. L'immaginazione al potere, con prefazione di Walter Veltroni.
Nel corso della sua carriera ha intervistato diversi artisti musicali di fama internazionale, tra cui Caetano Veloso, Elvis Costello, Yōko Ono, Paul McCartney, Jimmy Page, Robert Plant, Lou Reed, Stevie Wonder.
Dal 2018 conduce il programma quotidiano La versione delle due, con Andrea Delogu. Dal 2024 si sposta in seconda serata, tornando a condurre Moby Dick dopo dieci anni.
Il 6 luglio 2021 ha conseguito la laurea in Discipline Psicosociali dell'Università Telematica Internazionale Uninettuno, con un voto di laurea finale di 110/110 cum Laude.